# Jogo de Troia

Labirinto de Creta

Jogo de Troia (em latim: Ludus Troiae; Lusus Troiae; ludicrum Troiae), na Roma Antiga, foi um evento equestre realizado em Roma. Fora classificado entre os jogos romanos e era celebrado em funerais imperiais, na fundação de templos ou em honra de alguma vitória militar. Ele foi ocasionalmente realizado durante os Jogos Seculares, mas não esteve associado regularmente à qualquer festival religioso. A participação neste jogo foi um privilégio dos garotos da nobreza (nobiles). Ele era uma demonstração de habilidade comum, não uma competição.

## Descrição
A mais completa descrição do exercício é fornecida por Virgílio (Eneida, 5.545–603) como o evento final nos jogos realizados para celebrar o aniversário da morte do pai de Eneias, Anquises. Nele há três esquadrões (turmas) - cada uma composta de 12 cavaleiros, um líder, e dois escudeiros - que realizaram intrincados exercícios a cavalo:
[...] A par desfilam, formam-se em corpos três,
 e à voz dos cabos infestas lanças, desandando,
enristam. Carreiras a carreiras contrapondo,
voltas impedem com trocadas voltas; baralham-se
em renhida escaramuça, de um conflito arremedo:
ora dão costas, ora atacam de frente; ou, pazes feitas,
 levam-se emparelhados. Na alta Creta o labirinto,
 é fama que o teciam paredes cegas, mil dolosas
 ruas de incompreendido error, que inextricável
enganados vestígios transviava: não com
diverso enredo embaraçada a prole teucra
folgazã correndo, fugas urde e pelejas;
Original (em latim): Olli discurrere pares atque agmina terni
diductis solvere choris, rursusque vocati 
convertere vias infestaque tela tulere. 
Inde alios ineunt cursus aliosque recursus 
adversi spatiis, alternosque orbibus orbis 
impediunt pugnaeque cient simulacra sub armis; 
et nunc terga fuga nudant, nunc spicula vertunt 
infensi, facta pariter nunc pace feruntur. 
Ut quondam Creta fertur Labyrinthus in alta 
parietibus textum caecis iter ancipitemque 
mille viis habuisse dolum, qua signa sequendi 
frangeret indeprensus et inremeabilis error; 
haud alio Teucrum nati vestigia cursu 
impediunt texuntque fugas et proelia ludo.
— Virgílio, Eneida, V.580-593
 (em latim)
O entrelaçamento de manobras complexas como uma exibição de hipismo foi característico das revistas da cavalaria romana em paradas. O escritor militar grego Arriano descreve-as em seu livro A Arte das Táticas Militares (Technē Taktikē) e afirma que originaram-se dentre as unidades de cavalaria não-romana fornecidas pelos aliados (auxiliares), particularmente os gauleses e iberos. O Jogo de Troia, contudo, foi puramente cerimonial e envolveu indivíduos muito jovens para serviço militar.

## História e origem

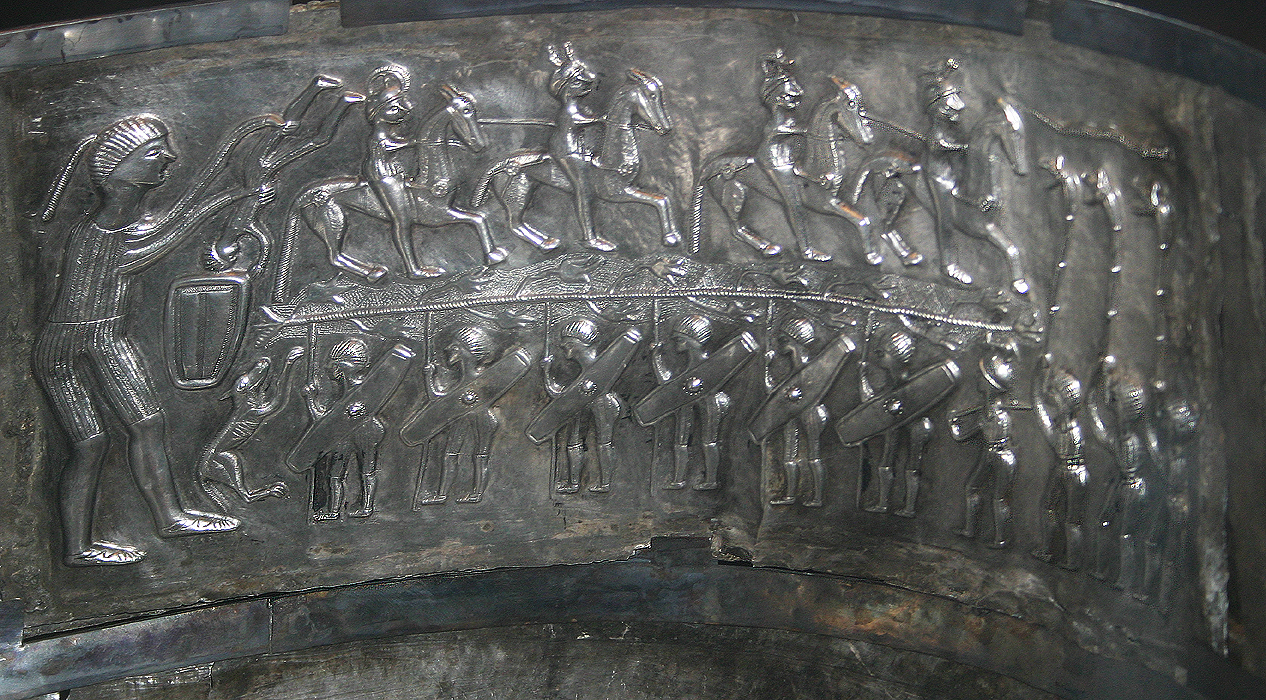
Painel do Caldeirão de Gundestrup por vezes entendido como descrevendo um ritual equestre de iniciação

O Jogo de Troia foi "revivido" por Júlio César em 46 ou 45 a.C., talvez em conexão com a alegação de que sua família teria descendido de Iulo, o filho de Eneias, que no jogo da Eneida cavalga um cavalo que era um presente da rainha cartaginesa Dido. Dado o cenário mitológico, a descrição do Jogo de Troia na Eneida provavelmente seria fruto da etiologia ficcional do poeta augustano. Historicamente, não há evidências que o evento tenha ocorrido antes do tempo de Sula,[a] e tem sido questionado se o jogo apresentado por Sula fosse o Jogo de Troia. Um evento de som semelhante durante os Jogos Romanos no tempo da Segunda Guerra Púnica também é incerto como evidência para uma encenação anterior.

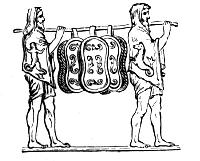
Representação dos sálios carregando os escudos sagrados

A alegação que o evento "remonta ao menos ao século VI a.C." é baseada em parte por uma enócoa etrusca do final do século VII a.C. de Tragliatella (próximo de Cere) que descreve jovens montados saindo de um labirinto com a legenda Truia, que possivelmente significa Troia.[b] Virgílio explicitamente compara os padrões do exercício ao Labirinto de Creta, que era associado com o Gerano ("dança da garça") ensinada por Teseu aos jovens atenienses por ele regatados do Minotauro. No mito e ritual, o labirinto, e por conseguinte o jogo, tem sido interpretados como "um retorno do perigo, um triunfo da vida sobre a morte," ou mais especificadamente como um ritual de iniciação. O Gerano de Teseu serve como um "protótipo mítico para a fuga de iniciantes dos rigores da iniciação" e os pés dos escudeiros na enócoa Truia podem sugerir passos de dança. Iconografia similar a esta da enócoa é encontrada em um painel do Caldeirão de Gundestrup, geralmente reconhecido como apresentando um tópico celta com uma influência trácia no acabamento. Ao menos um dos políticos celtas da Gália Central, os éduos, alegaram, tal como os romanos, descenderem dos troianos e eram formalmente reconhecidos pelo senado romano como os "irmãos", bem como aliados, de Roma muito antes de serem incorporados no império.[c]
A designação etrusca do jogo como Truia, se é isso que o vaso descreve, pode ser um jogo de palavras como traure que significa "mover", com um sentido específico no vocabulário da tecelagem: tem sido sugerido que o Jogo de Troia é o "jogo do fio que se move" que pretendia reparar o "tecido social" de Roma após as recentes guerras civis. O Jogo de Troia foi realizado em um dia da purificação (dies lustri). Virgílio usa duas forças do verbo "tecer" para descrever os movimentos equestres, e em algumas versões do mito de Teseu, o retorno do herói do labirinto é possível através do fio dedálico fornecido por Ariadne.[d] O jogo pode também ter conexões com Marte, que era associado com cavalos através de seus festivais na Equírria e o ritual do Cavalo de Outubro, como um patrono do jovem guerreiro. A jovens sacerdotes armados de Marte, os sálios, realizavam passos de dança expressos por formas do verbo truare, aqui talvez significando "executar uma dança truia". O Jogo de Troia foi supervisionado pelos tribuno dos céleres (tribunus celerum), que estiveram associados aos sálios nos Fastos Prenestinos.

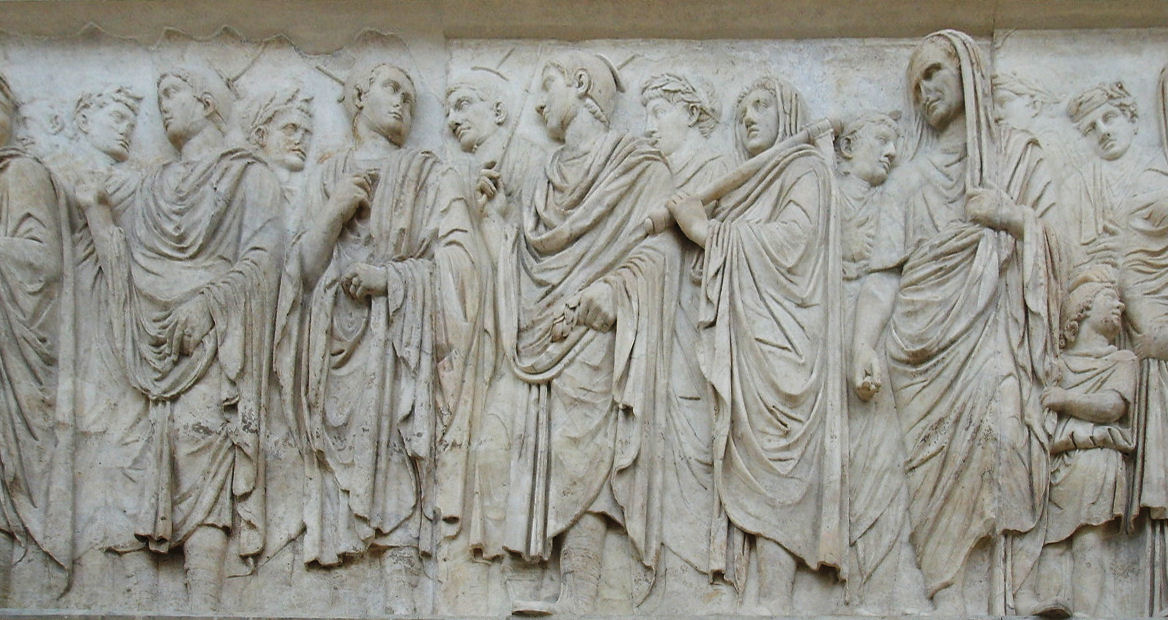
Baixo-relevo do Altar da Paz no qual aparece uma das crianças com vestes orientais

O imperador Augusto (r. 27 a.C.–14 d.C.) estabeleceu o Jogo de Troia como um evento regular. Sua realização foi parte de um interesse geral nas origens troianas refletidas também na criação das Tábulas Ilíacas (Tabulae Iliacae), baixos-relevos que ilustram cenas da Ilíada e frequentemente apresentam textos na forma de acrósticos e palíndromos, sugerindo movimento modelado ou labirintos literários
O jovem Tibério (r. 14–37 d.C.) liderou uma turma nos jogos celebrando a dedicação do Templo do Divino Júlio em 18 de agosto de 29 a.C.. O jogo foi também realizado na dedicação do Teatro de Marcelo em 13 a.C., e do Templo de Marte Vingador em 1 de agosto de 2 a.C.. As crianças em trajes orientais no Altar da Paz tem sido por vezes interpretadas como Caio e Lúcio César em trajes "troianos" para o jogo de 13 a.C.. O Jogo de Troia continuou a ser realizado sobre os imperadores da dinastia júlio-claudiana. Sêneca menciona o evento em sua As Troianas (linha 778). Nero participou em 47, aos 9 anos, junto com Britânico.